# Ceratognathus westwoodii
Ceratognathus westwoodii es una especie de coleóptero de la familia Lucanidae.

## Distribución geográfica
Habita en Tasmania y Victoria (Australia).